# Régis Pastre-Courtine
Pas d'image ? Cliquez ici

a Compétitions nationales et continentales officielles uniquement.

b Matchs officiels uniquement.
Régis Pastre-Courtine, né le 23 mars 1970, est un joueur de rugby à XIII dans les années 1990 et 2000. Il occupe le poste d'ailier.
Au cours de sa carrière en rugby à XIII, il a joué pour la majeure partie de sa carrière à Villeneuve-sur-Lot remportant le Championnat de France en 1996 et 1999. Il connaît également une expérience en Angleterre en jouant une saison à Batley. Il prend part également à l'aventure du Paris Saint-Germain Rugby League en 1996 et son intégration en Super League, y disputant sept rencontres.
Fort de ses performances en club, il est sélectionné à trois reprises entre 1996 et 1997 en équipe de France lui permettant de prendre part à la Coupe d'Europe 1996.

## Palmarès
- Collectif :
  - Vainqueur du Championnat de France : 1996 et 1999 (Villeneuve).
  - Finaliste du Championnat de France : 1997 et 1998 (Villeneuve).

### Détails en sélection
| 1. | 5 juin 1996     | Pays de Galles | 14-34 | Coupe d'Europe | Remplaçant | - | - | - | - |
| 2. | 9 juillet 1997  | Écosse         | 22-20 | Test-match     | Ailier     | - | - | - | - |
| 3. | 6 décembre 1997 | Afrique du Sud | 30-17 | Test-match     | Ailier     | 8 | 2 | - | - |